# Ministère des Travaux publics, des Transports et des Infrastructures
Le ministère des Travaux publics, des Transports et des Infrastructures (en serbe cyrillique : Министарство грађевинарства, саобраћаја и инфраструктуре ; en serbe latin : Ministarstvo građevinarstva, saobraćaja i infrastrukture) est le département ministériel du gouvernement serbe chargé des transports en Serbie.

## Organisation
Le ministère s'organise autour de plusieurs sections ou départements, parmi lesquels on peut citer :
- le Département des routes et de la sécurité routière ;
- le Département du transport routier ;
- le Département du transport aérien ;
- le Département du transport fluvial et de la sécurité de la navigation ;
- le Département du transport ferroviaire et du transport intermodal ;
- le Département de l'intégration européenne et de la coopération internationale.

Le 27 avril 2014, le ministère de la Construction et de l'Urbanisme fusionne avec le ministère des Transports pour devenir le ministère des Travaux publics, des Transports et des Infrastructures.

## Liste des ministres
| Ministre                    | Photo | Parti                              | Début de mandat  | Fin de mandat    |
| --------------------------- | ----- | ---------------------------------- | ---------------- | ---------------- |
| Miodrag Pešić               |       | Parti socialiste de Serbie (SPS)   | 11 février 1991  | 23 décembre 1991 |
| Žarko Katić                 |       | Parti socialiste de Serbie (SPS)   | 23 décembre 1991 | 18 mars 1994     |
| Aleksa Jokić                |       | Parti socialiste de Serbie (SPS)   | 18 mars 1994     | 28 mai 1996      |
| Svetolik Kostadinović       |       | Parti socialiste de Serbie (SPS)   | 28 mai 1996      | 24 mars 1998     |
| Dragan Todorović            |       | Parti radical serbe (SRS)          | 24 mars 1998     | 11 octobre 1999  |
| Ratko Marčetić              |       | Parti radical serbe (SRS)          | 11 octobre 1999  | 24 octobre 2000  |
| Aleksandar Milutinović      |       | Mouvement serbe du renouveau (SPO) | 24 octobre 2000  | 25 janvier 2001  |
| Marija Rašeta-Vukosavljević |       | Parti démocratique (DS)            | 25 janvier 2001  | 3 mars 2004      |
| Velimir Ilić                |       | Nouvelle Serbie (NS)               | 3 mars 2004      | 7 juillet 2008   |
| Milutin Mrkonjić            |       | Parti socialiste de Serbie (SPS)   | 7 juillet 2008   | 2 septembre 2013 |
| Aleksandar Antić            |       | Parti socialiste de Serbie (SPS)   | 2 septembre 2013 | 27 avril 2014    |
| Zorana Mihajlović           |       | Parti progressiste serbe (SNS)     | 27 avril 2014    | 28 octobre 2020  |
| Tomislav Momirović          |       | Indépendant                        | 28 octobre 2020  | 26 octobre 2022  |
| Goran Vesić                 |       | Parti progressiste serbe (SNS)     | 26 octobre 2022  | en cours         |

## Site officiel
- (sr + en) Site officiel